# Liborio Gomez
Liborio Gomez (Santo Tomas, 23 juli 1887 – 10 januari 1958) was een Filipijns patholoog en bacterioloog. Gomez was de eerste Filipino die met een Amerikaanse overheidsbeurs een Ph.D. behaalde in de Verenigde Staten.

## Biografie
Liborio Gomez werd geboren op 23 juli 1887 in Santo Tomas in de Filipijnse provincie Pampanga. Hij voltooide een lerarenopleiding aan het Liceo de Manila en aansluitend een Bachelor-opleiding aan het Colegio de San Juan de Letran. Nadien kon Gomez op kosten van de Amerikaanse koloniale overheid in de Verenigde Staten studeren. Hij behoorde tot een eerste groep van 100 Filipijnse studenten die deze kans kregen. In 1907 voltooide hij een Master-opleiding en een jaar behaalde Gomez een Doctor of Medicine-diploma aan Rush Medical College in Chicago. Ook voltooide hij een Ph.D. opleiding aan de University of Chicago.
Na terugkeer in de Filipijnen ging hij aan het werk voor het Bureau of Science, de Philippine Constubalary en weer later voor Philippine Health Service. Uiteindelijk werd hij hoofd van de afdeling pathologie en bacteriologie op de University of the Philippines (UP). Ook was hij professor sanitaire bacteriologie aan de Graduate School of Public Health van UP. Daarnaast was Gomez ook werkzaam als patholoog in het San Juan de Dios Hospital. Na zijn pensionering werd Gomez aangesteld als hoofd van de afdeling pathologie, microbiologie en parasitologie aan de University of the Far East. Deze functie bekleedde hij tot aan zijn dood.
In juni 1966 ontving Gomez een R.P. Award voor zijn onderzoek naar mijnworm, difterie en lepra.
Gomez overleed in 1958 op 70-jarige leeftijd. Hij trouwde tweemaal. Zijn tweede vrouw was een Oostenrijkse chemicus, Lilly K. Gomez.  